# Українське (Синельниківський район)
Українське — селище в Україні, центр Української селищної громади Синельниківського району Дніпропетровської області. Населення становить 970 осіб. Орган місцевого самоврядування — Українська сільська рада.

## Географія
Селище Українське знаходиться на правому березі річки Сухий Бичок, вище за течією примикає село Новохорошевське, нижче за течією на відстані 6 км розташоване село Самарське, на протилежному березі — села Новоселівка і Зелений Гай.

## Назва
На території України 17 населених пунктів з назвою Українське.

## Історія
- Село Українське виникло в 1929 році одночасно з організацією радгоспу «Дніпропетровський».
- В 1938 році село Українське віднесено до категорії селище.
- 12 червня 2020 року, відповідно до розпорядження Кабінету Міністрів України № 709-р від «Про визначення адміністративних центрів та затвердження територій територіальних громад Дніпропетровської області», увійшло до складу Української селищної громади[1].
- 19 липня 2020 року, в результаті адміністративно-територіальної реформи та ліквідації  Петропавлівського району, село увійшло до складу новоутвореного Синельниківського району[2].

## Економіка
- Кооператив «Мир».
- Кооператив «Відродження».

## Об'єкти соціальної сфери
- Школа.
- Дитячий садочок.
- Амбулаторія.
- Будинок культури.